# 高橋二三男
高橋 二三男（たかはし ふみお、1948年〈昭和23年〉5月15日 - 2022年〈令和4年〉1月21日）は、大阪府八尾市出身のプロ野球選手（外野手）・コーチ。

## 経歴

### プロ入り前
大鉄高校の2年生だった1965年には外野手として、1年先輩の福本豊とともに夏の甲子園へ出場。1回戦で秋田高に延長13回裏、サヨナラ負けを喫した。卒業後は、社会人野球の全鐘紡を経て富士製鐵広畑に入社。1969年の都市対抗に左翼手、1番打者として出場。翌1970年は鐘淵化学の補強選手として都市対抗に連続出場。エース谷村智博の好投もあって準々決勝に進むが、サッポロビールに敗退。同大会の優秀選手賞を獲得。同年の社会人ベストナインに選出されると、同年のドラフト会議で西鉄ライオンズからの1位指名を受けて入団に至った。

### プロ入り後
1971年には、新人ながら開幕直後に右翼手の定位置を獲得。シーズン後半に成績を落とし規定打席には届かなかったが、主に1番打者として85試合に先発出場、22盗塁を記録。新人王投票でも、皆川康夫に次ぐ得票数を獲得した。チームが西鉄として最終年となる1972年も、阿部良男と併用され出場機会は減少するものの41試合に先発した。
1973年には、西鉄の後継球団である太平洋クラブライオンズからの野球留学生として、アメリカマイナーリーグ・1Aのローダイ・ライオンズでプレー。1974年、太平洋に復帰すると、主に2番打者として113試合に出場、うち60試合に先発した。しかし土井正博、白仁天などの大物選手が移籍入団した1975年には、オープン戦の時点で選手兼任一軍監督・江藤慎一による戦力構想から外れた。8月下旬から一軍に復帰したものの、公式戦では6安打にとどまり、シーズン終了後には自由契約選手として公示された。
1976年にロッテオリオンズへ移籍。同年は21試合、1977年は24試合に先発出場するが、レギュラーには届かず、西鉄・太平洋時代を上回る成績を残せなかった。二軍生活に終始した1979年限りで引退した。

### 引退後
西鉄・太平洋の本拠地（平和台野球場）であった福岡県福岡市の中洲で「スナックたかはし」を経営。パイプ、ホース、建材などの製造・販売を手掛けるカナフレックスコーポレーションが滋賀工場（滋賀県東近江市）で硬式野球部（カナフレックス硬式野球部）を創設した2013年からは、スナックの経営を続けながら、野球部の顧問を務めた。2014年11月には、旧知の間柄である河埜敬幸を第2代監督へ招聘するとともに、自身もコーチとして現場へ復帰。2015年には、チームを初めての全国大会（第41回社会人野球日本選手権大会）出場に導いた。
2022年1月21日、胆管がんのため死去。73歳没。

## 選手としての特徴・人物
大鉄高時代の福本と同じく、日本人選手としては小柄な体格ながら、左投左打の外野手としてたびたび俊足を披露。また、左打席からの流し打ちを得意としていた。
太平洋時代には、NPBの現役選手で身長が最も低かった。身長200cmのフランク・ハワードが入団した1974年には、ハワードが前年まで現役のメジャーリーガーだったことに対する注目の高さを背景に、島原春季キャンプで報道陣からのリクエストに応じてハワードとのツーショット撮影に駆り出されることが多かった。マイナー時代には、コマネズミのように俊敏な動きを披露したことから、ミッキーマウスにちなんで「ミッキー」という愛称が付けられた。
2021年からカナフレックスで投手コーチを務める福間納（ロッテ → 阪神タイガースの元投手）は、ロッテへの入団前（松下電器産業への在籍中）に高橋の妻の実妹と結婚したことから、高橋の義弟に当たる。ちなみに、福間は1979年にロッテへ入団したことから、ロッテで義兄の高橋と1年だけ同僚になっている。また、高橋はカナフレックスコーポレーション代表取締役社長の金尾茂樹とかねてから親しいことから、野球部の創設に際しては福間と共にアドバイスを送っていた。

## 詳細情報

### 年度別打撃成績
| 年 度     | 球 団       | 試 合 | 打 席 | 打 数 | 得 点 | 安 打 | 二 塁 打 | 三 塁 打 | 本 塁 打 | 塁 打 | 打 点 | 盗 塁 | 盗 塁 死 | 犠 打 | 犠 飛 | 四 球 | 敬 遠 | 死 球 | 三 振 | 併 殺 打 | 打 率 | 出 塁 率 | 長 打 率 | O P S |
| --------- | ----------- | ----- | ----- | ----- | ----- | ----- | -------- | -------- | -------- | ----- | ----- | ----- | -------- | ----- | ----- | ----- | ----- | ----- | ----- | -------- | ----- | -------- | -------- | ----- |
| 1971      | 西鉄 太平洋 | 118   | 386   | 365   | 36    | 91    | 7        | 4        | 1        | 109   | 8     | 22    | 9        | 5     | 1     | 13    | 0     | 2     | 29    | 3        | .249  | .278     | .299     | .577  |
| 1972      | 西鉄 太平洋 | 102   | 225   | 212   | 26    | 54    | 10       | 2        | 1        | 71    | 12    | 7     | 3        | 2     | 0     | 10    | 0     | 1     | 18    | 2        | .255  | .291     | .335     | .626  |
| 1974      | 西鉄 太平洋 | 113   | 297   | 261   | 29    | 59    | 7        | 1        | 4        | 80    | 18    | 12    | 7        | 21    | 2     | 13    | 0     | 0     | 23    | 1        | .226  | .259     | .307     | .566  |
| 1975      | 西鉄 太平洋 | 29    | 33    | 31    | 4     | 6     | 1        | 0        | 0        | 7     | 1     | 1     | 0        | 2     | 0     | 0     | 0     | 0     | 5     | 0        | .194  | .194     | .226     | .420  |
| 1976      | ロッテ      | 54    | 84    | 80    | 12    | 19    | 2        | 1        | 1        | 26    | 4     | 1     | 1        | 1     | 2     | 1     | 0     | 0     | 12    | 0        | .238  | .241     | .325     | .566  |
| 1977      | ロッテ      | 60    | 79    | 72    | 9     | 19    | 4        | 0        | 0        | 23    | 8     | 2     | 2        | 3     | 0     | 4     | 0     | 0     | 6     | 0        | .264  | .303     | .319     | .622  |
| 1978      | ロッテ      | 15    | 38    | 30    | 3     | 7     | 1        | 0        | 0        | 8     | 0     | 0     | 0        | 6     | 0     | 2     | 0     | 0     | 2     | 0        | .233  | .281     | .267     | .548  |
| 通算：7年 | 通算：7年   | 491   | 1142  | 1051  | 119   | 255   | 32       | 8        | 7        | 324   | 51    | 45    | 22       | 40    | 5     | 43    | 0     | 3     | 95    | 6        | .243  | .273     | .308     | .581  |

- 各年度の太字はリーグ最高
- 西鉄（西鉄ライオンズ）は、1973年に太平洋（太平洋クラブライオンズ）に球団名を変更

### 記録
- 初出場：1971年4月10日、対東映フライヤーズ1回戦（小倉球場）、6回裏にカール・ボレスの代走で出場
- 初安打：1971年4月11日、対東映フライヤーズ3回戦（平和台野球場）、5回裏に江本孟紀から二塁打
- 初先発出場：1971年4月13日、対南海ホークス1回戦（大阪スタヂアム）、9番・左翼手で先発出場
- 初打点：1971年4月24日、対ロッテオリオンズ2回戦（平和台野球場）、3回裏に佐藤政夫から
- 初本塁打：1971年8月8日、対ロッテオリオンズ20回戦（東京スタジアム）、6回表に成田文男から右越ソロ

### 背番号
- 1（1971年 - 1972年）
- 14（1974年 - 1975年）
- 33（1976年 - 1979年）